# José Cevallos
José Francisco Cevallos Villavicencio (Ancón, 17 aprile 1971) è un dirigente sportivo, politico ed ex calciatore ecuadoriano, di ruolo portiere.
È il padre del centrocampista ecuadoriano José Cevallos Enríquez. Dal 2011 al 2015 fu ministro dello sport dell'Ecuador.

## Carriera

### Club
Ha giocato più di 400 partite per il Barcellona di Guayaquil vincendo 3 campionati ecuadoriani  (1991, 1995 & 1997).
Ha fatto parte dell'Once Caldas, squadra colombiana, e del Deportivo Azogues nel 2007. Dal 2008 al 2011 ha giocato nell'LDU Quito.
Nella Coppa Libertadores 1992 giocando per il Barcelona Sporting Club, aveva raggiunto la finale di Libertadores, ma il Barcelona perse quella finale contro il San Paolo. Nel 1998 Barcelona raggiunge di nuovo la finale, perdendo, contro il Vasco da Gama. Durante la semifinale contro il Cerro Porteño Cevallos aveva parato tre rigori.
Nella Coppa Libertadores 2008 l'LDU raggiunge le finali, e dopo 10 anni dalla sua ultima finale, Cevallos risulta determinante. Nei quarti di finale contro il San Lorenzo para il rigore tirato da Aureliano Torres assicurando la qualificazione alla sua squadra.
Nella finale l'LDU affronta il Fluminense. Nella finale di andata, giocata a Quito, l'LDU vince 4-2 ma a Rio de Janeiro, il Fluminense pareggia il risultato chiudendo i tempi regolamentari e supplementari sul 3-1. Il risultato di 5-5 maturato fino a quel momento rendeva necessario lo svolgimento dei calci di rigore. Cevallos ne para addirittura 3, quelli tirati da Darío Conca, Thiago Neves e Washington, mentre il suo omologo avversario Fernando Henrique para solo quello di Jairo Campos. L'LDU vince quindi la Coppa Libertadores 2008 all'interno dello stadio Maracanã.

### Nazionale
Con l'Ecuador ha partecipato a varie competizioni, come il campionato del mondo 2002 e per edizioni della Copa América 1995, 1997, 1999 e 2001.
Ha riguadagnato la nazionale per le qualificazioni ai campionato del mondo 2010, venendo convocato per le partite contro Argentina e Colombia.

## Palmarès

### Club

#### Competizioni nazionali
- Campionato ecuadoriano: 3

Barcelona: 1991, 1995, 1997

#### Competizioni internazionali
- Coppa Libertadores: 1

LDU Quito: 2008
- Recopa Sudamericana: 1

LDU Quito: 2009

### Individuale
- Equipo Ideal de América: 1

2008